# El peón del rey de negras
«El peón del rey de negras» es el segundo sencillo que se extrae del álbum "Aidalai" (© y ℗ 1991). Esta canción en particular, fue un sencillo un tanto sui generis de los que ha publicado Mecano correspondientes al álbum "Aidalai", por las siguientes razones: primero, el sencillo tuvo una vida algo corta sonando en la pauta diaria de las emisoras de radio, es decir, fue una canción sin mucha contundencia como otras de este mismo disco, sin embargo llegó al número uno de Los 40 Principales. Y, segundo: la portada que trae este sencillo es exactamente idéntica a la portada del álbum "Aidalai", con la única diferencia que el título de la canción ("El peón del rey de negras") está colocado en sentido vertical, de abajo arriba, letras del título en color blanco sobre un rectángulo de fondo en color rojo.

"El peón del rey de negras", canción que, según su autor, "era rock clásico de hacía más de diez años, a la americana. Ana la canta muy bien y me gusta muchísimo."
Javier Adrados, "Los tesoros de Mecano" (2011), Madrid-España, Libros Cúpula, p.146. ISBN 9788448069520

## Tema de la canción
El autor, José María Cano, utiliza el simbolismo del ajedrez para hablarnos del conjunto de reglas sociales que de una u otra manera rigen o determinan las diferentes interrelaciones o vínculos—socialmente permitidos—de un individuo con el resto de los demás, tomando en cuenta su estatus... En la historia que cuenta esta canción, precisamente todas éstas normas sociales se rompen y en consecuencia, tras bastidores se establecen vínculos con individuos entre los que "se supone" no se deberían establecer nunca ninguna relación, según la pauta de las reglas del juego-social. La letra de la canción está cargada de figuras metafóricas bien estructuradas. Es necesario hacer varias relecturas al texto para desvelar el significado de cada símil.
La canción está producida en una velocidad que está entre ser lo que es un medio-tiempo y un up-tempo propiamente dicho, con ciertas texturas sonoras que son más propias del rock que de las canciones pop: Uso de guitarras eléctricas como sonido dominante, bajo, teclados que más bien parecen pianos y una base rítmica de batería acústica. A nivel de voces, principalmente se usa la voz en crudo de Ana Torroja, no se perciben de forma evidente esas segundas voces al fondo, típicas de las canciones de Mecano, para reforzar así la voz líder, que es la que en realidad es la que canta el tema... Hay backing-vocals  haciendo sonidos de vocales alargadas; pero éstas casi quedan eclipsadas por el volumen de la música en sí.

## Lista de canciones
Hasta donde se tiene conocimiento, ésta canción sólo fue publicada en formato de sencillo-PROMO (para las emisoras de radio) no se llegó a publicar su respectiva Edición Comercial:
Sencillo-PROMO: "El peón del rey de negras".
La misma canción por ambos Lados del sencillo.

Lado A: "El peón del rey de negras".

Lado B: "El peón del rey de negras".

## Posicionamiento en listas
| Lista (1991)                | Mejor posición |
| --------------------------- | -------------- |
| España (Los 40 Principales) | 1              |